# 我心屬於你
《我心屬於你》（Only You）是1994年美國製作的浪漫喜劇電影。

## 故事大綱
個性羅曼蒂克的小學女老師‧菲絲（也有「信念」的意思），因為小時候與哥哥賴利一起遊玩的碟仙遊戲以及水晶占卜師的告誡而相信他的「真命天子」的名字叫做「戴蒙・布萊德利」。但這名男性卻一直沒有出現，菲絲也因此只能與專門醫腳的醫生杜恩訂婚。就在距離婚禮還有10日前的某日，菲絲試穿杜恩母親的婚紗並感嘆「人生和電影完全不同」的時候，突然他接到一通打給杜恩的電話，並且聽到杜恩不能參加婚禮的高中同學正好叫做「戴蒙・布萊德利」。
相信這是命運安排的菲絲於是與大嫂凱特一起前往戴蒙住宿的威尼斯高級旅館要去找他。但是他卻在菲絲等人到達時就已經離開飯店。不放棄的菲絲於是從房間的垃圾桶中找到他的紙條並因此決定要前往接下來他可能會去的羅馬，但由於罷工而沒有任何交通工具的他們只能租車過去，並在因緣巧合下取得能夠在餐廳與戴蒙親自見面的機會，但在陰錯陽差下，他竟然先行離開餐廳，讓急於見到他的菲絲衝出餐廳尋找他的蹤影未果，反而還弄丟自己的鞋子，但有位賣女鞋的男性剛好撿到鞋子並交還給菲絲，他還自稱自己為「戴蒙・布萊德利」，這個意外的相遇讓菲絲因此與這名男性熱戀，但最後當雙方彼此互坦白時，這名男性卻說自己的本名叫做彼得‧萊特而非戴蒙・布萊德利.....。

## 登場角色
- 菲絲・科爾瓦奇 - 瑪麗莎·托梅
- 彼得・萊特- 小勞勃·道尼
- 凱蒂・科爾瓦奇- 邦妮·亨特
- 喬凡尼 - 若阿金·德阿尔梅达
- 賴利・科爾瓦奇 - 費舍·斯蒂文斯
- 哈利 - 比利·贊恩
- 杜恩- John Benjamin Hickey
- 萊斯利 - Siobhan Fallon Hogan
- 戴蒙・布萊德利- Adam LeFevre
- 水晶占卜師 - Antonia Rey

## 工作人員
- 導演：諾曼·傑威森
- 製作：諾曼•傑威森、Cary Woods、Robert N. Fried、Charles Mulvehill
- 劇本：Diane Drake
- 攝影：Sven Nykvist
- 音樂：Rachel Portman

## 製作
本片的主體拍攝於1993年8月30日開始，拍攝地包含匹兹堡和義大利，當時的片名為「Him」。

## 出處
1. ↑  . Box Office Mojo.   [2010年1月23日]. （原始内容存档于2012年6月25日）.
2. ↑  . The Hollywood Reporter 328 (34). 1993-08-31: 15-18, 20, 22-28, 61-65 （美国英语）.ProQuest 2362102482

## 外部連結
- 我心屬於你 - allcinema
- 我心屬於你 - KINENOTE
- AllMovie上《我心屬於你》的资料（英文）
- 互联网电影数据库（IMDb）上《我心屬於你》的资料（英文）